# Leslie Rich
Leslie Rich (n. 29 decembrie 1886, Somerville, Massachusetts, SUA – d. octombrie 1969, Dade City⁠(d), Florida, SUA) a fost un înotător ce a reprezentat Statele Unite ale Americii, medaliat olimpic. A participat la o ediție a Jocurilor Olimpice (1908) în care a câștigat două medalii de bronz.